# James Hill (Politiker, 1899)
James Meecham Hill (* 1899; † 22. Dezember 1966) war ein britischer Politiker.

## Politischer Werdegang
Bei den Unterhauswahlen 1955 gewann der Labour-Politiker David Pryde das Mandat des neugeschaffenen Wahlkreises Midlothian.  Kurz vor Ende der Wahlperiode verstarb Pryde. Da das Parlament kurz vor der Auflösung stand, wurden im Wahlkreis keine Nachwahlen angesetzt. Bei den folgenden Unterhauswahlen 1959 schickte die Labour Party James Hill als Nachfolger Prydes ins Rennen. Hill hielt das Mandat für die Labour Party und zog in der Folge erstmals in das britische Unterhaus ein. Sein erster Wortbeitrag im Parlament wurde am 30. Oktober desselben Jahres registriert. Bei den folgenden Unterhauswahlen 1964 verteidigte Hill sein Mandat. Zu den Unterhauswahlen 1966 trat Hill nicht mehr an und er schied aus dem britischen Unterhaus aus. Sein Nachfolger Alex Eadie hielt das Mandat für die Labour Party. Im Parlament sind 31 Wortbeiträge Hills verzeichnet.